# Donald G. Fink
Donald Glen Fink (* 8. November 1911 in Englewood (New Jersey); † 3. Mai 1996) war ein US-amerikanischer Elektroingenieur, ein Pionier in der Entwicklung der Funknavigation und Fernseh-Normen, Vizepräsident für Forschung der Philco, Präsident des Institute of Radio Engineers (IRE), General Manager der IEEE, und ein Verfasser von vielen wichtigen Publikationen in der Elektrotechnik.
Ab 1929 studierte er am MIT, erwarb 1933 seinen Bachelor of Science und verbrachte ein Jahr als wissenschaftlicher Mitarbeiter in der MIT-Abteilungen der Geologie und Elektrotechnik.
Von 1934 bis 1941 arbeitete er als Redakteur für die Zeitschrift Electronics. Während des Zweiten Weltkriegs arbeitete er am Radiation Laboratory des MIT und installierte LORAN-Stationen. 1946–1952 war er Chefredakteur bei der Electronics.
1952 begann er bei Philco, wurde 1960 Vizepräsident der Forschungsabteilung und 1962, nach der Fusion mit Ford, Direktor des Philco-Ford Scientific Laboratories.
Er war Mitglied im IRE board of directors, 1956/57 war er Chefredakteur der Proceedings of the IRE, ab 1958 Präsident der IRE und 1963–74 Direktor der Nachfolgeorganisation IEEE.

## Veröffentlichungen
- Principles of TV Engineering; 1940
- Television Engineering and Physics of Television
- Television Standards and Practice, Color Television Standards
- Television Engineering Handbook

| Personendaten    | Personendaten                          |
| ---------------- | -------------------------------------- |
| NAME             | Fink, Donald G.                        |
| ALTERNATIVNAMEN  | Fink, Donald Glen (vollständiger Name) |
| KURZBESCHREIBUNG | US-amerikanischer Elektroingenieur     |
| GEBURTSDATUM     | 8. November 1911                       |
| GEBURTSORT       | Englewood (New Jersey)                 |
| STERBEDATUM      | 3. Mai 1996                            |